# Incendios en Corrientes de 2022
Los incendios de Corrientes de 2022 abarcan focos ígneos que comenzaron en el mes de enero y continúan activos en numerosos puntos del territorio provincial de Corrientes, habiendo consumido más de 800 000 hectáreas, lo que equivale al doce por ciento de la superficie de esta provincia.
El fuego avanzó sobre campos, montes, humedales, como los Esteros del Iberá, y reservas naturales, entre ellas, el parque nacional Esteros del Iberá, y ha ocasionado daños materiales estimados entre 25 000 y 40 000 millones de pesos.
Las razones de los incendios incluyen tanto un desastre natural ocasionado por las altas temperaturas, el estrés hídrico y la falta de humedad en el ambiente, como así también, el accionar del hombre, ya sea mediante el inicio de incendios dolosos o culposos.

## Zonas afectadas

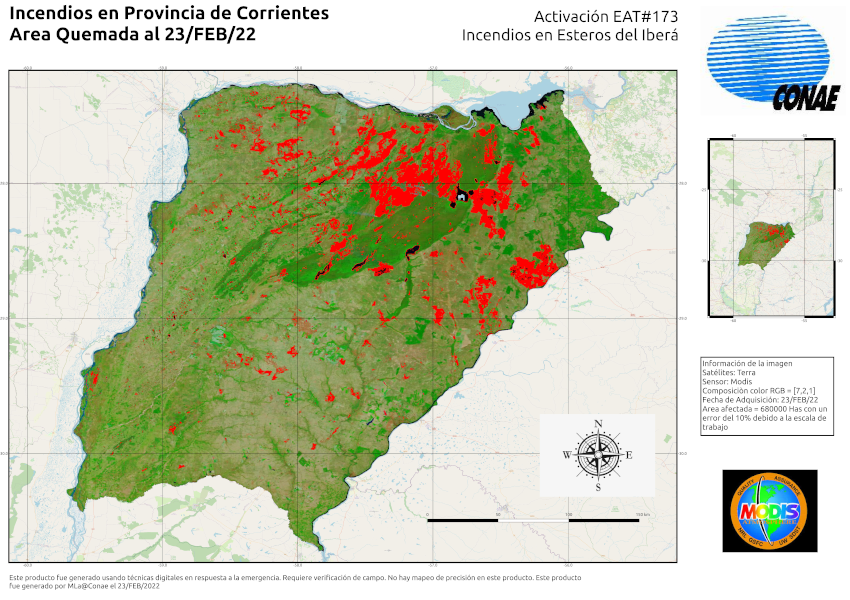
Imagen captada el 23 de febrero por el sensor Modis, a bordo del satélite Terra, y procesada por la Unidad de Emergencias y Alertas Tempranas de la CONAE. Muestra el total de la superficie afectada por el fuego en Corrientes (en rojo) que alcanzó hectáreas. Las áreas negras corresponden a los cuerpos de agua.

Los incendios se produjeron a lo largo y a lo ancho del territorio provincial, identificándose focos de distinto alcance y magnitud en los departamentos y municipios de Concepción, San Miguel, Curuzú Cuatiá, Ituzaingó, Santo Tomé, Loreto, Gobernador Virasoro, Bella Vista, San Martín, General Paz, Berón de Astrada, Villa Olivari, Mercedes, Monte Caseros, San Luis del Palmar, Goya y Saladas. El avance del fuego incluso ocasionó cortes en vías de circulación interjurisdiccionales como la Ruta Nacional 14 y la Ruta Provincial 5, y generó interrupciones en la conectividad a internet por fibra óptica en la localidad de Caá Catí.
De acuerdo con un relevamiento realizado por el Grupo de Recursos Naturales del INTA de Corrientes el departamento de Ituzaingó posee la mayor superficie afectada por los incendios, superando las 138 000 hectáreas quemadas. A su vez, considerado proporcionalmente a la superficie total, es el departamento de San Miguel el que presenta el mayor porcentaje de su superficie afectada, con más del 30 %. Entre el 7 y el 16 de febrero, el ritmo de crecimiento del fuego fue de 30 000 hectáreas por día, una superficie 33 % más grande que la Ciudad Autónoma de Buenos Aires. Al 18 de febrero se registran casi de 800 mil hectáreas quemadas (un 8% del territorio provincial). Se observa la huida en masa de animales silvestres, particularmente pumas y yacarés con sus crías en la zona de Portal Cambyreta.

## Respuesta
El gobernador Gustavo Valdés dictó el Decreto 200/22 declarando a todo el territorio de Corrientes en estado de emergencia agropecuario y, posteriormente, se estableció a la provincia como zona de desastre ecológico y ambiental. En ese contexto, se dispusieron beneficios fiscales, crediticios y la posibilidad de asistencia directa para productores rurales.
El gobierno nacional y el ministerio de ambiente y desarrollo sustentable ofrecieron desde noviembre de 2021 asistencia para combatir los focos activos en Corrientes. El ofrecimiento de asistencia se produjo en 16 ocasiones mediante mecanismos formales e informales, que fueron rechazados, desestimados, o ignorados por el gobierno de Corrientes.
Más de 2600 bomberos y brigadistas se desplegaron en todo el territorio de Corrientes. Las provincias de Mendoza, Jujuy, Córdoba, Chaco, Buenos Aires, Misiones, Santiago del Estero, San Juan y Entre Ríos enviaron personal y equipos, al igual que el Gobierno Nacional y el de la Ciudad de Buenos Aires. El jefe de gobierno porteño Horacio Rodríguez Larreta y el ministro de Seguridad bonaerense Sergio Berni concurrieron personalmente a la provincia litoraleña en el marco de la asistencia brindada por sus distritos.
A nivel internacional, el presidente de Brasil, Jair Bolsonaro, anunció que el gobierno federal enviaría dotaciones de bomberos para combatir las llamas. De igual modo, el ejecutivo boliviano dispuso una comitiva de brigadistas para colaborar con las tareas de lucha contra el fuego. El gobernador Valdés, por su parte, anunció que solicitó ayuda al gobierno de los Estados Unidos a través del embajador de ese país en Argentina, Marc Stanley.
Distintas personalidades reconocidas de los medios de comunicación convocaron a realizar campañas solidarias de donaciones, destacándose el caso del influencer Santiago Maratea que, en menos de 20 horas, recaudó más de 100 millones de pesos.
A nivel judicial, si bien se dio a conocer la existencia de incendios intencionales, se iniciaron pocas actuaciones y, en la mayoría de los casos, no se han identificado a los responsables. En ese contexto, un grupo de productores de la localidad de Loreto querellaron criminalmente a los presuntos autores de incendios que se suscitaron en la zona de la Ruta Nacional 118.
El gobernador mencionó que Juan Cabandié, el ministro de ambiente y desarrollo sustentable de la nación, lo llamó preocupado por el posicionamiento político para quejarse de las críticas que hizo Mauricio Macri.
También hubo críticas[¿quién?] hacia el gobernador Valdés por veranear en Uruguay mientras crecían los focos de incendio.
El primero de marzo de 2022 el gobernador anunció que no quedaban focos activos.

## Consecuencias
De acuerdo con organismos oficiales y entidades privadas, las pérdidas materiales se estiman en una suma de al menos 25 000 millones de pesos, aunque los cálculos del Ministerio de Producción del Gobierno de Corrientes prevén que el monto ronda los 40 000 millones. Las economías regionales se vieron fuertemente afectadas en el ámbito de la ganadería, la agricultura, la forestación y el ecoturismo.
En materia de daño ambiental y ecológico, las consecuencias aún no han podido ser dimensionadas pero se tiene conocimiento de una gran afectación al ecosistema y la biodiversidad especialmente en la zona del Iberá, uno de los principales reservorios de agua y humedales del planeta. La flora y la fauna autóctona fue gravemente dañada por el fuego, lo que ocasionó la muerte de animales salvajes tales como carpinchos, aguará guazú, yacarés, ciervos de los pantanos y otras especies, al igual que su huida de las zonas donde habitualmente habitan.